# Jay Gould
Jason Gould (Roxbury, 1836. május 27. – New York, 1892. december 2.) amerikai vasútmágnás és pénzügyi spekuláns volt, akit általában az aranyozott kor egyik rablóbárójaként azonosítanak. Éles és gyakran gátlástalan üzleti gyakorlata a tizenkilencedik század végének egyik leggazdagabb emberévé tette. Gould élete során népszerűtlen figura volt, és megítélése máig ellentmondásos.

## Vasúti befektetések
1859-ben Gould spekulatív befektetésekbe kezdett, kisebb vasutak részvényeinek vásárlásával. Apósa, Daniel S. Miller vezette be őt a vasútba, amikor azt javasolta, hogy Gould segítsen neki megmenteni a Rutland and Washington Railroadba történt befektetését az 1857-es pénzügyi pánik idején. Gould dolláronként 10 centért vásárolt részvényeket, és így ő irányította a vállalatot. 1863-ban a polgárháború alatt New Yorkban további spekulációkat folytatott vasúti részvényekkel, és a Rensselaer and Saratoga Railroad igazgatójává nevezték ki.
Az Erie Railroad az 1850-es években pénzügyi nehézségekkel küzdött, annak ellenére, hogy Cornelius Vanderbilt és Daniel Drew pénzemberektől kapott kölcsönöket. A vasút 1859-ben csődeljárás alá került, és Erie Railway néven újjászervezték. Gould, Drew és James Fisk az Erie-háború néven ismert részvénymanipulációkba bocsátkozott, és Drew, Fisk és Vanderbilt 1868 nyarán elvesztette az Erie irányítását, miközben Gould lett az elnök.